# Forges-les-Eaux (comuna delegada)
Forges-les-Eaux era una comuna francesa situada en el departamento de Sena Marítimo, de la región de Normandía, que el 1 de enero de 2016 pasó a ser una comuna delegada de la comuna nueva de Forges-les-Eaux al fusionarse con la comuna de Le Fossé.
La localidad ostenta la clasificación de "tres flores" otorgada por el Concours des villes et villages fleuris.
La legislación francesa sobre la casas de juego impidió durante mucho tiempo que se situaran demasiado cerca de París (de ahí Deauville), pero con excepciones hacia los balnearios. El casino Forges-les-Eaux, por lo tanto, es uno de los más cercanos a París. 

## Demografía
| Gráfica de evolución demográfica de Forges-les-Eaux entre 1800 y 2013 |
|                                                                       |

Los datos demográficos contemplados en este gráfico de la comuna de Forges-les-Eaux se han cogido de 1800 a 1999 de la página francesa EHESS/Cassini, y los demás datos de la página del INSEE.